# Fredrik Svedjetun
Fredrik Svedjetun, född 6 augusti 1975, är en svensk journalist och chefredaktör för Market och Dagligvarunytt, som ingår i Bonnier News. 
Svedjetun var tidigare chefredaktör för Resumé (2018-2021) och Dagens Media, i två omgångar (2008-2016 samt 2018-2021).
Svedjetun började på Dagens Media 2005 och var nyhetschef fram till augusti 2008 när medgrundaren och dåvarande chefredaktören Rolf van den Brink lämnade tidningen och Svedjetun tog över som chefredaktör och ansvarig utgivare. År 2016 lämnade han Dagens Media.
I början av 2017 lanserade konkurrenten Resumé mediekonferensen Nordic Media Insights med Svedjetun som redaktör. I februari 2018 utsågs Svedjetun till chefredaktör för Resumé. Senare samma år köpte Bonnier Dagens Media och snart blev Svedjetun chefredaktör för både Resumé och Dagens Media.
Sommaren 2021 lämnade Svedjetun Resumé och Dagens Media för att istället bli redaktör för Market och Dagligvarunytt.